# Giuseppe Trepiccione
Giuseppe Trepiccione (Caserta, 17 luglio 1976) è un montatore italiano.

## Biografia
Ha frequentato il Centro Sperimentale di Cinematografia di Roma nel triennio 2003-2005, seguendo il corso di Montaggio tenuto da Roberto Perpignani e i workshop di alcuni tra più importanti montatori italiani tra i quali Marco Spoletini, Francesca Calvelli, Jacopo Quadri.
A partire dal 2006 ha montato soprattutto film e documentari per il cinema, ma anche cortometraggi, documentari e serie per la tv. Collaboratore abituale di Claudio Giovannesi e Claudio Cupellini, ha lavorato anche con Gianluca Jodice, Francesco Munzi, Matteo Oleotto, Il Terzo Segreto di Satira. 
Con il film Cronofobia di Francesco Rizzi, nel 2019 ha vinto il premio per il miglior montaggio al Durban International Film Festival e l'anno successivo, con lo stesso film, è stato in cinquina finalista a EdiMOTION Festival für Filmschnitt und Montagekunst, festival europeo dedicato all’arte del montaggio cinematografico.
È stato inoltre più volte nella cinquina finalista del Nastro d'argento per il miglior montaggio.
Oltre al suo lavoro come montatore di cinema ha lavorato con Francesco Munzi per il documentario Assalto al cielo, presentato al Festival di Venezia 2016 e con Maria Iovine per Corpo a Corpo, dedicato all'atleta della nazionale paralimpica di Triathlon Veronica Yoko Plebani.

## Filmografia

### Montatore

#### Lungometraggi
- La casa sulle nuvole, regia di Claudio Giovannesi (2009)
- Una vita tranquilla, regia di Claudio Cupellini (2010)
- Alì ha gli occhi azzurri, regia di Claudio Giovannesi (2012)
- Zoran, il mio nipote scemo, regia di Matteo Oleotto (2013)
- Index Zero, regia di Lorenzo Sportiello (2014)
- Alaska, regia di Claudio Cupellini (2015)
- Quel bravo ragazzo, regia di Enrico Lando (2016)
- Fiore, regia di Claudio Giovannesi (2016)
- Si muore tutti democristiani, regia di Il Terzo Segreto di Satira (2017)
- La verità, vi spiego, sull'amore, regia di Max Croci (2017)
- Cronofobia, regia di Francesco Rizzi (2018)
- Il tuttofare, regia di Valerio Attanasio (2018)
- La paranza dei bambini, regia di Claudio Giovannesi (2019)
- La Terra dei Figli, regia di Claudio Cupellini (2021)
- The Hanging Sun - Sole di mezzanotte, regia di Francesco Carrozzini (2022)
- Io vivo altrove!, regia di Giuseppe Battiston (2023)
- Come pecore in mezzo ai lupi, regia di Lyda Patitucci (2023)
- Le Déluge: Gli ultimi giorni di Maria Antonietta, regia di Gianluca Jodice (2024)
- Hey Joe, regia di Claudio Giovannesi (2024)

Televisione
- Il mio vicino del piano di sopra, film per la TV (2016)
- Summertime, serie TV, 8 episodi (2020-2021)
- Supersex, serie TV, 2 episodi (2024)
- Storia della mia famiglia - serie TV (2025)

#### Documentari
- Fratelli d'Italia, regia di Claudio Giovannesi (2009)
- Tzigari, a Rom Tale, regia di Paolo Santoni (2010)
- L'isola delle colf, regia di Francesco G. Raganato (2011)
- Isqat al Nizam: At the Regime Border, regia di Antonio Martino (2012)
- Wolf, regia di Claudio Giovannesi (2013)
- Goodbye Darling, I’m off to Fight/Ciao Amore, vado a combattere, regia di Simone Manetti (2016)
- Assalto al cielo, regia di Francesco Munzi (2016)
- Sono innamorato di Pippa Bacca, regia di Simone Manetti  (2019)
- Corpo a Corpo, regia di Maria Iovine (2022)

#### Cortometraggi
- La preda (2009)
- Il sospetto (2011)
- Mer De Sable (2018)

## Riconoscimenti
- Nastro d'argento
  - 2013 – Candidatura al  miglior montaggio per Alì ha gli occhi azzurri[10]
  - 2017 – Candidatura al miglior montaggio  per Fiore[11]
  - 2019 – Candidatura al miglior montaggio  per La paranza dei bambini
  - 2024 – Candidatura al miglior montaggio per Come pecore in mezzo ai lupi[10]

- Durban International Film Festival
  - Edizione 2019 - Vincitore per il miglior montaggio per Cronofobia[2]
- Premio Cinearti La Chioma di Berenice
  - Edizione 2025 - Vincitore per il miglior montaggio per Le Déluge - Gli Ultimi giorni di Maria Antonietta [12]